# Tour of California 2017
Il Tour of California 2017, dodicesima edizione della corsa e valido come ventiduesima prova dell'UCI World Tour 2017 categoria 2.UWT, si svolse in sette tappe dal 14 al 20 maggio 2017 su un percorso di 931 km, con partenza da Sacramento e arrivo a Pasadena, in California (Stati Uniti d'America). La vittoria fu appannaggio del neozelandese George Bennett, il quale completò il percorso in 22h54'38", alla media di 40,636 km/h, precedendo il polacco Rafał Majka e lo statunitense Andrew Talansky.
Sul traguardo di Pasadena 121 ciclisti, su 136 partiti da Sacramento, portarono a termine la competizione.

## Tappe
| Tappa  | Data      | Percorso                                          | km    | Vincitore di tappa | Leader cl. generale |
| ------ | --------- | ------------------------------------------------- | ----- | ------------------ | ------------------- |
| 1ª     | 14 maggio | Sacramento > Sacramento                           | 167,5 | Marcel Kittel      | Marcel Kittel       |
| 2ª     | 15 maggio | Modesto > San Jose                                | 143   | Rafał Majka        | Rafał Majka         |
| 3ª     | 16 maggio | Pismo Beach > Morro Bay                           | 186,5 | Peter Sagan        | Rafał Majka         |
| 4ª     | 17 maggio | Santa Barbara > Santa Clarita                     | 159,5 | Evan Huffman       | Rafał Majka         |
| 5ª     | 18 maggio | Ontario > Monte San Antonio                       | 125,5 | Andrew Talansky    | Rafał Majka         |
| 6ª     | 19 maggio | Big Bear Lake > Big Bear Lake (cron. individuale) | 24    | Jonathan Dibben    | George Bennett      |
| 7ª     | 20 maggio | Mountain High > Pasadena                          | 125   | Evan Huffman       | George Bennett      |
| Totale | Totale    | Totale                                            | 931   |                    |                     |

## Squadre e corridori partecipanti
| N.    | Cod. | Squadra              |
| ----- | ---- | -------------------- |
| 1-8   | QST  | Quick-Step Floors    |
| 11-18 | BMC  | BMC Racing Team      |
| 21-28 | BOH  | Bora-Hansgrohe       |
| 31-38 | CDT  | Cannondale-Drapac    |
| 41-48 | KAT  | Team Katusha-Alpecin |
| 51-58 | TFS  | Trek-Segafredo       |
| 61-68 | TLJ  | Team Lotto NL-Jumbo  |
| 71-78 | COF  | Cofidis              |
| 81-88 | RLY  | Rally Cycling        |

| N.      | Cod. | Squadra                |
| ------- | ---- | ---------------------- |
| 91-98   | SKY  | Team Sky               |
| 101-108 | UAD  | UAE Abu Dhabi          |
| 111-118 | SUN  | Team Sunweb            |
| 121-128 | AST  | Astana Pro Team        |
| 131-138 | DDD  | Team Dimension Data    |
| 141-148 | UHC  | Team United Healthcare |
| 151-158 | TNN  | Team Novo Nordisk      |
| 161-168 | JBC  | Jelly Belly-Maxxis     |

## Dettagli delle tappe

### 1ª tappa
- 14 maggio: Sacramento > Sacramento – 167,5 km

Risultati
| Pos. | Corridore     | Squadra    | Tempo    |
| ---- | ------------- | ---------- | -------- |
| 1    | Marcel Kittel | Quick-Step | 3h45'35" |
| 2    | Peter Sagan   | Bora       | s.t.     |
| 3    | Elia Viviani  | Sky        | s.t.     |

| Pos. | Corridore     | Squadra    | Tempo    |
| ---- | ------------- | ---------- | -------- |
| 1    | Marcel Kittel | Quick-Step | 3h45'25" |
| 2    | Peter Sagan   | Bora       | a 4"     |
| 3    | Elia Viviani  | Sky        | a 6"     |

### 2ª tappa
- 15 maggio: Modesto > San Jose – 143 km

Risultati
| Pos. | Corridore      | Squadra     | Tempo    |
| ---- | -------------- | ----------- | -------- |
| 1    | Rafał Majka    | Bora        | 3h43'46" |
| 2    | George Bennett | Lotto-Jumbo | s.t.     |
| 3    | Ian Boswell    | Sky         | a 7"     |

| Pos. | Corridore      | Squadra     | Tempo    |
| ---- | -------------- | ----------- | -------- |
| 1    | Rafał Majka    | Bora        | 7h29'14" |
| 2    | George Bennett | Lotto-Jumbo | a 2"     |
| 3    | Ian Boswell    | Sky         | a 14"    |

### 3ª tappa
- 16 maggio: Pismo Beach > Morro Bay – 186,5 km

Risultati
| Pos. | Corridore       | Squadra | Tempo    |
| ---- | --------------- | ------- | -------- |
| 1    | Peter Sagan     | Bora    | 4h53'26" |
| 2    | Rick Zabel      | Katusha | s.t.     |
| 3    | Simone Consonni | UAE     | s.t.     |

| Pos. | Corridore      | Squadra     | Tempo     |
| ---- | -------------- | ----------- | --------- |
| 1    | Rafał Majka    | Bora        | 12h22'43" |
| 2    | George Bennett | Lotto-Jumbo | a 2"      |
| 3    | Ian Boswell    | Sky         | a 14"     |

### 4ª tappa
- 17 maggio: Santa Barbara > Santa Clarita – 159,5 km

Risultati
| Pos. | Corridore        | Squadra       | Tempo    |
| ---- | ---------------- | ------------- | -------- |
| 1    | Evan Huffman     | Rally Cycling | 3h41'52" |
| 2    | Rob Britton      | Rally Cycling | s.t.     |
| 3    | Lennard Hofstede | Sunweb        | s.t.     |

| Pos. | Corridore      | Squadra     | Tempo     |
| ---- | -------------- | ----------- | --------- |
| 1    | Rafał Majka    | Bora        | 16h04'48" |
| 2    | George Bennett | Lotto-Jumbo | a 2"      |
| 3    | Ian Boswell    | Sky         | a 14"     |

### 5ª tappa
- 18 maggio: Ontario > Mount San Antonio – 125,5 km

Risultati
| Pos. | Corridore       | Squadra     | Tempo    |
| ---- | --------------- | ----------- | -------- |
| 1    | Andrew Talansky | Cannondale  | 3h43'15" |
| 2    | Rafał Majka     | Bora        | s.t.     |
| 3    | George Bennett  | Lotto-Jumbo | a 2"     |

| Pos. | Corridore      | Squadra     | Tempo     |
| ---- | -------------- | ----------- | --------- |
| 1    | Rafał Majka    | Bora        | 19h47'57" |
| 2    | George Bennett | Lotto-Jumbo | a 6"      |
| 3    | Ian Boswell    | Sky         | a 25"     |

### 6ª tappa
- 19 maggio: Big Bear Lake > Big Bear Lake – Cronometro individuale – 24 km

Risultati
| Pos. | Corridore        | Squadra    | Tempo  |
| ---- | ---------------- | ---------- | ------ |
| 1    | Jonathan Dibben  | Sky        | 28'27" |
| 2    | Brent Bookwalter | BMC Racing | a 7"   |
| 3    | Andrew Talansky  | Cannondale | a 16"  |

| Pos. | Corridore       | Squadra     | Tempo     |
| ---- | --------------- | ----------- | --------- |
| 1    | George Bennett  | Lotto-Jumbo | 20h16'48" |
| 2    | Rafał Majka     | Bora        | a 35"     |
| 3    | Andrew Talansky | Cannondale  | a 36"     |

### 7ª tappa
- 20 maggio: Mountain High > Pasadena – 125 km

Risultati
| Pos. | Corridore          | Squadra       | Tempo    |
| ---- | ------------------ | ------------- | -------- |
| 1    | Evan Huffman       | Rally Cycling | 2h37'28" |
| 2    | David López García | Sky           | s.t.     |
| 3    | Nicolas Edet       | Cofidis       | s.t.     |

| Pos. | Corridore       | Squadra     | Tempo     |
| ---- | --------------- | ----------- | --------- |
| 1    | George Bennett  | Lotto-Jumbo | 22h54'38" |
| 2    | Rafał Majka     | Bora        | a 35"     |
| 3    | Andrew Talansky | Cannondale  | a 36"     |

## Classifiche finali

### Classifica generale
| Pos. | Corridore          | Squadra    | Tempo     |
| ---- | ------------------ | ---------- | --------- |
| 1    | George Bennett     | Lotto NL   | 22h54'38" |
| 2    | Rafał Majka        | Bora       | a 35"     |
| 3    | Andrew Talansky    | Cannondale | a 36"     |
| 4    | Brent Bookwalter   | BMC Racing | a 45"     |
| 5    | Ian Boswell        | Sky        | a 1'00"   |
| 6    | Vegard S. Laengen  | UAE        | a 1'54"   |
| 7    | Lachlan Morton     | Dimension  | a 1'55"   |
| 8    | Tao Geoghegan Hart | Sky        | a 2'12"   |
| 9    | Sam Oomen          | Sunweb     | a 2'15"   |
| 10   | Haimar Zubeldia    | Trek       | a 3'14"   |

### Classifica a punti
| Pos. | Corridore       | Squadra       | Punti |
| ---- | --------------- | ------------- | ----- |
| 1    | Peter Sagan     | Bora          | 46    |
| 2    | Evan Huffman    | Rally Cycling | 33    |
| 3    | George Bennett  | Lotto NL      | 31    |
| 4    | Rafał Majka     | Bora          | 28    |
| 5    | Andrew Talansky | Cannondale    | 25    |

### Classifica scalatori
| Pos. | Corridore        | Squadra          | Punti |
| ---- | ---------------- | ---------------- | ----- |
| 1    | Daniel Jaramillo | UnitedHealthcare | 38    |
| 2    | Evan Huffman     | Rally Cycling    | 38    |
| 3    | Rafał Majka      | Bora             | 25    |
| 4    | Rob Britton      | Rally Cycling    | 22    |
| 5    | Lachlan Morton   | Dimension D.     | 21    |

### Classifica giovani
| Pos. | Corridore          | Squadra    | Tempo     |
| ---- | ------------------ | ---------- | --------- |
| 1    | Lachlan Morton     | Dimension  | 22h56'33" |
| 2    | Tao Geoghegan Hart | Sky        | a 17"     |
| 3    | Sam Oomen          | Sunweb     | a 20"     |
| 4    | Enric Mas          | Quick-Step | a 2'32"   |
| 5    | M. Schachmann      | Quick-Step | a 2'55"   |

### Classifica a squadre
| Pos. | Squadra           | Tempo     |
| ---- | ----------------- | --------- |
| 1    | Team Sky          | 68h50'04" |
| 2    | BMC Racing        | a 5'44"   |
| 3    | Cofidis           | a 12'10"  |
| 4    | Lotto NL-Jumbo    | a 18'22"  |
| 5    | Cannondale-Drapac | a 22'38"  |